# Pimpla caeruleata
Pimpla caeruleata (лат.) — вид ихневмоноидных наездников рода пимплы из подсемейства Pimplinae (Ichneumonidae, Hymenoptera).

## Распространение
Мексика (Нуэво-Леон, Тамаулипас, Керетаро, Веракрус, Оахака, Табаско, Чьяпас), Гондурас, Сальвадор, Никарагуа, Коста-Рика.

## Описание
Перепончатокрылые насекомые-ихневмониды, которые от близких мексиканских видов отличаются следующими признаками: грудь и брюшко с металлическим синим или голубовато-зелёным блеском; вершина наличника очень слабо вогнута; второй тергит самки тонко кожистый, матовый, с немногими неясными точками; тергит 2 самца от кожистого до (у мелких экземпляров) полированного с единичными точками. Самка с черноватыми крыльями. У самца передний тазик белый. Также у самок простые и крупные коготки лапок, прямая вершина яйцеклада, слабовогнутый внутренний край сложного глаза перед местом прикрепления усиков. Вид был впервые описан в 1874 году американским энтомологом Э. Т. Крессоном, старшим (Ezra Townsend Cresson, senior; 1838—1926).